# Ранкель (народ)

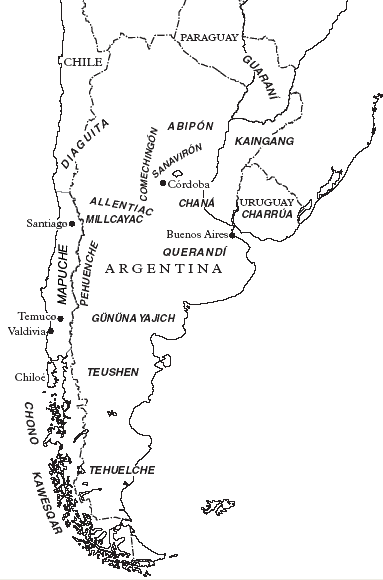
Примерное распространение языков в Южном конусе (южная оконечность Южной Америки) во времена испанского завоевания.

Ранкель (Ранкульче) (исп. Ranqueles) — коренной народ, населявший территорию, которая в настоящее время является частью Аргентинской Республики. Первоначально они входили в состав индейцев пампасов. Ранкель входили в группу «эт» (het), согласно иезуиту Томасу Фолкнеру, родственных пеуэнче, пуэльче и уарпе.
Название «ранкель» на испанском языке: rankülche или ragkülche — рангкюль (трость или тростник), а che (человек, народ) на языке мапуче (che dungun) — то есть «люди» тростниковых зарослей".
Они были охотниками, кочевниками и большую часть XIX века оставались в союзе с различными племенами, с которыми они совершали набеги, совершая акты агрессии или возмездия за испанские, а затем и аргентинские вторжения и наступления на западе и в центральной части провинции Буэнос-Айрес, юг провинции Кордова, а также юг провинций Мендоса, Сан-Луис и Санта-Фе.

## Происхождение ранкель
По мнению некоторых авторов, этот народ был подгруппой теуэльче: пуэльче мамульче (от языка мапуче: мамюль: дрова; че: люди; люди гор), которая состояла из разных племен: солеваров (chediches), jarilleros, medaneros (looches), из chanares (chicalches), из глины (canuelooches) и из тростниковых зарослей (rankulches), который охватывал территорию, которая располагалась между реками Негро, реками Неукен, реками Гранде, реками Диаманте, югом провинции Сан-Луис, югом провинции Кордова, югом провинции Санта-Фе и западная окраина провинции Буэнос-Айрес.
Другие авторы, основываясь на исторических записях, считают их происхождением от пеуэнчей.

## Эволюция, расцвет и упадок
В результате торговли между пампасами (скот и соль) с мапуче с нынешней территории Чили (алкогольные напитки, сахар) около 1725 года уже существовало два касика пеуэнче с примерно 70 семьями, обосновавшимися среди пампасов в пограничном регионе провинции Неукен и провинции Мендоса, где преобладали тростниковые заросли (тростниковые заросли), растение под названием рангкюль. Примерно в 1750 году их стали называть ранкельс (люди тростникового зарослей), чтобы отличить их от двух других фракций пеуэнче в этом регионе, а именно из Малалуэ (Маларгуэ) и Ваварко.
В 1775-1790 годах группа этих пеуэнчей продвинулась из предгорий Анд на территорию, которую они назвали Мамюль Мапу (от языка мапуче мамулл: «дрова»; и мапу: «территория»), поскольку они обнаружили, что она покрыта лесами калдена, рожкового дерева и чанар. Таким образом, они расселились между реками Куарто (или Чоканчарава) и Колорадо, с юга нынешних провинций Сан-Луис и Кордова, на юг провинции Ла-Пампа. Среди них был Каррипилум, родившийся в Ранкеле и обосновавшийся в Ла-Пампе около 1789 года.
В 1795 году касик Каррипилун вместе с Ллангеленом и двадцатью другими вождями подписал важные мирные договоры с Симоном де Горордо на границе провинции Кордова.
Спустя годы тот же касик, признанный главным лидером народов пампасов, предоставил 3000 копейщиков в распоряжение вице-короля Рафаэля де Собремонте для защиты города Буэнос-Айрес, столицы вице-королевства Рио-де-ла-Плата, против вторжений англичан, хотя вице-король предпочел удалиться в Кордову, чтобы организовать оборону оттуда, как это предусмотрено в планах обороны Испании того времени. Гегемония Каррипилуна привела к тому, что к моменту его смерти в 1820 году термин ранкульче уже был синонимом мамульче.
Примером значения, которое народ ранкелей имел в Аргентине в целом, является визит, который Фелисиано Антонио Чиклана от имени Верховного директора Соединенных провинций Рио-де-ла-Плата нанес касику Каррипилуну в 1819 году, чтобы попросить его не уступить испанским роялистским контрреволюционерам их территорию.
В 1833—1834 годах ранкели успешно сопротивлялись военной кампании Росаса в пустыне, сумев арестовать Паскуаля Руиса Уидобро в Сан-Луисе, Альдао на перевале Бальса, и самого бывшего губернатора провинции Буэнос-Айрес, Хуана Мануэля де Росаса в Рио-Негро.
Воинственная и экономическая мощь ранкелей достигла своего пика во время правления известного вождя Янкетруса, когда термины ранкульче и мамульче были окончательно перепутаны, когда идентичность других групп исчезла, поскольку они подверглись арауканизации из-за прибытия новых групп мапуче.
Этот зенит народа ранкель продолжился вождями Пейном, Пагитрусом, Гуором, Рамоном и Байгоррией.
Многие вожди среди тех, кто освободил панпатагонский союз коренных народов, принадлежали к нации ранкелей. Его влияние было настолько велико, что даже в Чили сегодня существует предвзятость к ранкелям, а среди религиозных выражений мапуче, практикуемых сегодня в Андском регионе, большое значение имеют некоторые ранкульского происхождения.
Кампании до завоевания пустыни, проводившиеся последовательно во время исторического президентства Бартоломе Митра, Доминго Фаустино Сармьенто и Николаса Авельянеды, представляли собой серию пактов и последовательных предательств, которые начали совершаться против имен касиков Кабрала, Науэля, Эпумера и Байгоррита.
Осенью 1870 года генерал Лусио Викторио Мансилья, командующий участком границы с коренными народами, продвинув линию к реке Квинто, совершил поездку в Леубуко, начиная с форта Сармьенто, чтобы заключить мирный договор на равных, подписанный в том же году. Отзыв о путешествии был опубликован под названием Экскурсия к индейцам Ранкель, и в настоящее время является одним из основных источников информации об этой этнической группе. Мансилье пришлось отправиться в Леубуко, потому что касик Мариано Росас поклялся не ступать на землю, где доминируют белые.
В то время, когда была написана книга, Ранкелей насчитывалось около 11 000 человек, и они населяли территорию между лагуной Куэро (это название отсылает к древней легенде о Ранкелесах) на севере, рекой Саладо на западе, Салинас-Грандес и на юге и Ла-Пампа на востоке. Северным пределом была приблизительная линия, проходящая через места Леплеп, Агустинильо, Монте-де-ла-Вьеха и лагуну Куэро, хотя в некоторые моменты она достигала реки Квинто и, возможно, также реки Куарто.
С Завоеванием пустыни, начатым в 1878 году Хулио Архентино Рока, ранкели потерпели поражение и, кроме того, первыми подверглись изгнанию и распределению между богатыми семьями и гасиендами в Буэнос-Айресе и на севере страны.
Потомки побежденных ранкелей сегодня являются жителями городов Тукуман, Мендоса, Ла-Риоха, Сан-Хуан, Сальта, Жужуй, Кордова, Буэнос-Айрес и Сантьяго-дель-Эстеро.

## Влияние мапуче
Поскольку до середины XVIII века между коренными жителями пампейских равнин и гор современной провинции Буэнос-Айрес, жителями северной Патагонии и обеих окраин Кордильер-де-Кордильера велась важная коммерческая деятельность и обмен продуктами. В Кайру и Чапалеофу проходили две очень важные ярмарки. На этих ярмарках, которые записывавшие их иезуиты того времени (например, Томас Фолкнер) называли «ярмарками пончо», обменивались различные виды товаров: от домашнего скота и сельскохозяйственных продуктов до одежды, такой как пончо. Эль-Кайру располагался в самой западной части системы Тандилья (на территории нынешней Partido de Olavarría) и Chapaleofú относится к окрестностям одноименного ручья, расположенного в нынешней Partido de Tandil, оба муниципалитета или партии расположены в пределах нынешней провинции Буэнос-Айрес. Вот как от этих перемещений людей по обмену продуктов, начиная с середины XVIII века. Начинается определенный культурный обмен между разными народами, населявшими от влажных пампасов, проходящих через северную Патагонию и вплоть до ближайшего района Анд (как на его восточной, так и на западной окраине) до побережья Тихого океана. Это начало культурного обмена и миграционных движений между различными городами, среди которых стоит упомянуть Теуэльче, Ранкелес и Мапуче.
Влияние мапуче берет свое начало в вышеупомянутом, поскольку, начиная с целей торговли и союзов, оно в конечном итоге оказало большое культурное влияние на теуэльче и другие народы, до такой степени, что это называется «мапучизация» или «арауканизация». Большая часть народов ранкель и теуэльче переняли многие обычаи и язык мапуче, в то время как мапуче переняли часть образа жизни теуэльче и ранкель (например, жили в толдериас), и с этим различия между обеими группами стираются до такой степени, что их потомки называют себя мапуче-теуэльче. Особенно племя байгоррия, которое обожало мапуче до такой степени, что устраивало вечеринки и обменивалось парами между ними.

## Современность
Дополнительное обследование коренных народов (ECPI) 2004—2005 годов, дополняющее Национальную перепись населения, домохозяйств и жилого фонда Аргентины 2001 года, показало, что 10 149 человек в Аргентине были признаны и/или произошли в первом поколении от народа ранкульче (никто из них не проживает в общинах коренных народов), из которых 4 573 человека проживали в провинции Ла-Пампа; 1370 человек проживали в Буэнос-Айресе и 24 группы в Большом Буэнос-Айресе; и 4206 в остальной части страны.
Национальная перепись населения 2010 года в Аргентине выявила наличие 14 860 человек, которые признали себя ранкульче по всей стране, 6 245 из которых проживали в провинции Ла-Пампа, 2888 в провинции Кордова и 299 в провинции Сан-Луис.
14 августа 2007 года правительство провинции Сан-Луис вернуло народу Ранкель 2500 га, включая две лагуны, расположенные в 124 км к югу от города Фрага.
30 мая 2009 года город Ранкул-Че, расположенный в 178 километрах от столицы провинции, был основан на месте, когда правительство передало 22 дома для двух общин Ранкель провинции.

## Сообщества
В настоящее время в провинции Ла-Пампа насчитывается 19 общин ранкелей: в Санта-Исабель, Колония-Эмилио-Митре рядом с Эль-Пуэблито, Арбол Соло, Ла-Умада, Викторика, Телен, Санта-Роза, Тоай, Генерал Ача, Эдуардо Кастекс, Генерал Пико, Реалико и Парера. В провинции Сан-Луис есть две общины к югу от Фраги.